# Stenotrema stenotrema
Stenotrema stenotrema är en snäckart som först beskrevs av Ludwig Pfeiffer 1842.  Stenotrema stenotrema ingår i släktet Stenotrema och familjen Polygyridae. Inga underarter finns listade i Catalogue of Life.